# Michael Czerny
Michael F. kardinál Czerny, S.J. (* 18. července 1946 Brno) je kanadský římskokatolický duchovní narozený v Československu. V říjnu 2019 jej papež František vysvětil na biskupa a jmenoval kardinálem. V dubnu 2022 byl na pětileté období jmenován prefektem Dikasteria pro službu integrálnímu lidskému rozvoji.

## Život
Narodil se roku 1946 v Brně a pokřtěn byl v kostele sv. Jakuba v Brně. Matka Winifred Hayek Czerny i otec Egon Czerny byli katolíci, ale v očích nacistických úřadů převládl matčin židovský původ zděděný po jejích obou rodičích, kteří byli ovšem rovněž římsko-katolického vyznání. Kvůli svému židovského původu matka Winifred za 2. světové války strávila dvacet měsíců ve vězení a v koncentračním táboře. Otec se s matkou během její internace v Terezíně odmítl rozvést, a tak strávil posledních osm měsíců války v táboře nucených prací v Postoloprtech. Koncem roku 1948 rodina spolu se syny Michaelem a mladším Robertem emigrovala do Kanady. Zde žila rodina původně ve frankofonním prostředí, následně v Pointe Claire, anglofonním předměstí Montréalu, nejlidnatějšího města kanadské provincie Quebec. Jeho mateřštinou je čeština, s rodiči mluvili ale také německy. Záhy po příjezdu do Kanady se naučil francouzsky a následně anglicky. Matka byla umělkyně, zabývala se také tvorbou portrétů. Rodina věnovala tři její portrétní busty, včetně portrétu syna Michaela, do Terezínského muzea.
Roku 1963 vstoupil do Tovaryšstva Ježíšova. Dne 9. června 1973 byl vysvěcen na kněze. Roku 1978 získal doktorát z interdisciplinárních oborů na Chicagské Univerzitě. Roku 1979 v Torontu založil Jezuitské centrum pro sociální důvěru a spravedlnost, které vedl až do roku 1989. Poté se stal vicerektotem Středoamerické univerzity v San Salvadoru a ředitelem Institutu humanitních studií.
V letech 1992–2002 byl sekretářem oddělení pro sociální spravedlnost v generální kurii Tovaryšstva Ježíšova. Poté odešel do Afriky, kde se stal zakladatelem a ředitelem African Jesuit AIDS Network bojující proti pandemii HIV/AIDS. V letech 1987–1988 a 1993 pobýval v Česku. V lednu 1996 se účastnil setkání jezuitského sociálního apoštolátu v postkomunistických zemích konaného v jezuitské rezidenci u kostela sv. Ignáce v Praze.
Roku 2005 se stal profesorem na Hekima College, součásti Katolické univerzity Východní Afriky v Nairobi, a pracovníkem Biskupské konference v Keni. Roku 2009 byl jmenován adjutorem Biskupské synody v Africe a roku 2010 se stal poradcem Papežské rady Justitia et pax.
Dne 14. prosince 2016 jej papež František jmenoval podsekretářem oddělení pro migranty v Sekci pro migranty a uprchlíky v Dikasteriu pro službu integrálnímu lidskému rozvoji (spolu s Fabiem Baggiem.) V roce 2016 pověřil Timothyho Schmalze, aby vytvořil sousoší Angels Unawares, která zobrazuje loď nesoucí migranty a uprchlíky v oblečení z různých kultur a období. Sousoší bylo slavnostně odhaleno na náměstí svatého Petra ve Vatikánu v roce 2019.
Dne 4. května 2019 ho papež František jmenoval jedním ze dvou zvláštních tajemníků pro biskupskou synodu pro oblast Amazonie. Na tiskové konferenci představující závěrečný dokument Synody uvedl, že se církev musí naučit respektovat kulturní rozdíly: „Nepředpokládat, že způsob, jakým jsem, nebo způsob, jakým jsme, je definitivní, že je normou, že je to způsob, jakým musím být … Je nutné přimout rozdíly “. V roce 2015 napsal, že mezi organizacemi Amazonie před ustavením REPAM existovala „omezení a fragmentace“, ale organizace koordinovala práci katolické církve v Amazonii a pracovala na obraně domorodých obyvatel a životního prostředí.
Dne 1. září 2019 papež František vyhlásil svůj úmysl jej jmenovat kardinálem, spolu s dvanácti dalšími duchovními, a to při konzistoři plánované na 5. října 2019. Dne 26. září 2019 jej proto papež jmenoval titulárním arcibiskupem diecéze v Beneventu. Dne 4. října 2019 mu ve svatopetrské bazilice osobně udělil biskupské svěcení. Spolusvětiteli byli kardinál státní sekretář Pietro Parolin a kardinál Peter Turkson. Při konzistoři 5. října 2019 papež František M. Czernyho kreoval kardinálem.
Znak kardinála Czernyho se skládá ze zeleného pole evokujícího encykliku Laudato si’ papeže Františka, dále ze zlatého člunu vezoucího rodinu čtyř uprchlíků (i rodina M. Czerného byla čtyřčlenná a cestovala do emigrace v Kanadě lodí), pečeti Tovaryšstva Ježíšova a slovem "suscipe"; toto slovo je prvním slovem modlitby v duchovních cvičeních svatého Ignáce Loyoly, zakladatele jezuitů: Suscipe, Domine, universam libertatem meam („Vezmi si (přijmi), Pane, celou moji svobodu“) a také evokuje příkaz evangelia aby „přijímat“ cizince. Autorem pektorálu, náprsního kříže, je italský umělec Domenico Pellegrino. K výrobě pektorálu využil pozůstatky lodi použité migranty k překročení Středozemního moře a doplutí na italský ostrov Lampedusa. V upomínku na své kardinálské jmenování nechal M. Czerny natisknout obrázek Útěk do Egypta zobrazující Svatou Rodinu, Marii, Josefa a Ježíše prchající před Herodovým pronásledováním do ciziny. Autorkou se stala babička kardinála Czernyho Anna Löw Hayek, amatérská umělkyně. Spolu s manželem a dvěma syny byli římskokatolického vyznání, ale kvůli svým židovským předkům byli transportováni do koncentračního tábora. Manžel a dva synové zemřeli v Terezíně, babička Anna zemřela v Osvětimi několik týdnů po ukončení války.
Dne 21. února 2020 byl jmenován členem Kongregace pro evangelizaci národů a 8. července téhož roku členem Papežské rady pro mezináboženský dialog. V červnu 2021 byl v porotě Zayedovy ceny za lidské bratrství. V lednu 2022 se stal prefektem ad interim Dikasteria pro službu integrálnímu lidskému rozvoji. Jeho status úřadujícího prefekta byl zrušen, když byl  23. dubna 2022 jmenován na pětileté období prefektem.
Byl hlavním celebrantem bohoslužby Národní pouti na Velehradě 5. července 2022.
Během ruské invaze se opakovaně vydal na napadenou Ukrajinu.
V červnu 2025 byl premiérově uveden dokument Martina Reinera Kardinál Michael Czerny, kněz s židovskými kořeny.